# Komorník (rybník)
Rybník Komorník je rybník o rozloze vodní plochy 2,0 ha nalézající se na říčce Klenice na západním okraji obce Střehom, místní části města Dolní Bousov v okrese Mladá Boleslav. Po hrázi rybníka vede cyklotrasa spojující Střehom s obcí Přepeře. Pod hrází rybníka se nalézají sádka.
Rybník je součástí rybniční soustavy nalézající se mezi Střehomí a Dolním Bousovem sestávající z  rybníků Komorník, Buškovský rybník, Šlejferna (po jeho hrázi vede silnice I/16) a Červenský rybník (největší na celém toku) využívané pro chov ryb. 

## Galerie

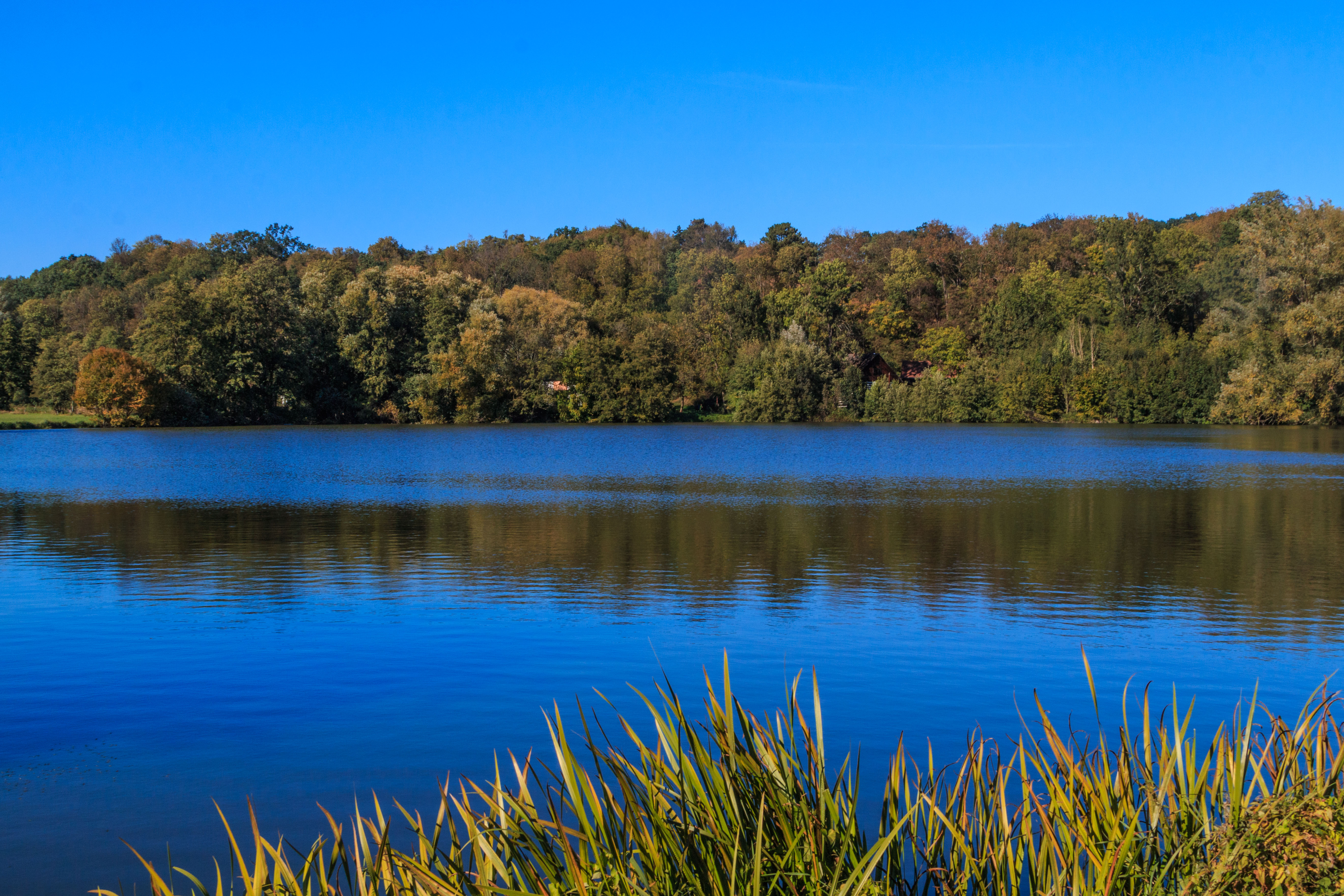
pohled na rybník Komorník u Střehomi
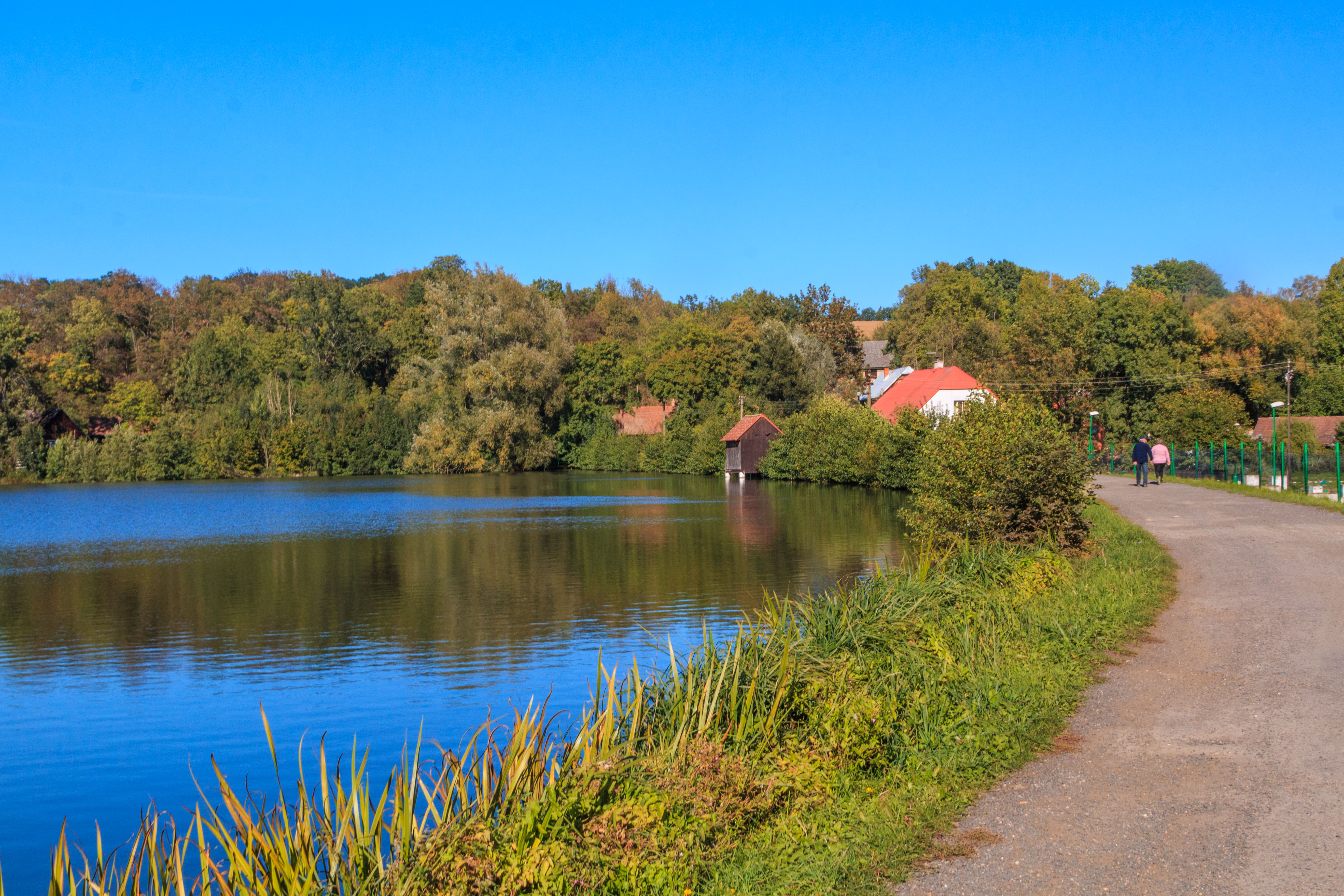
pohled na rybník Komorník u Střehomi
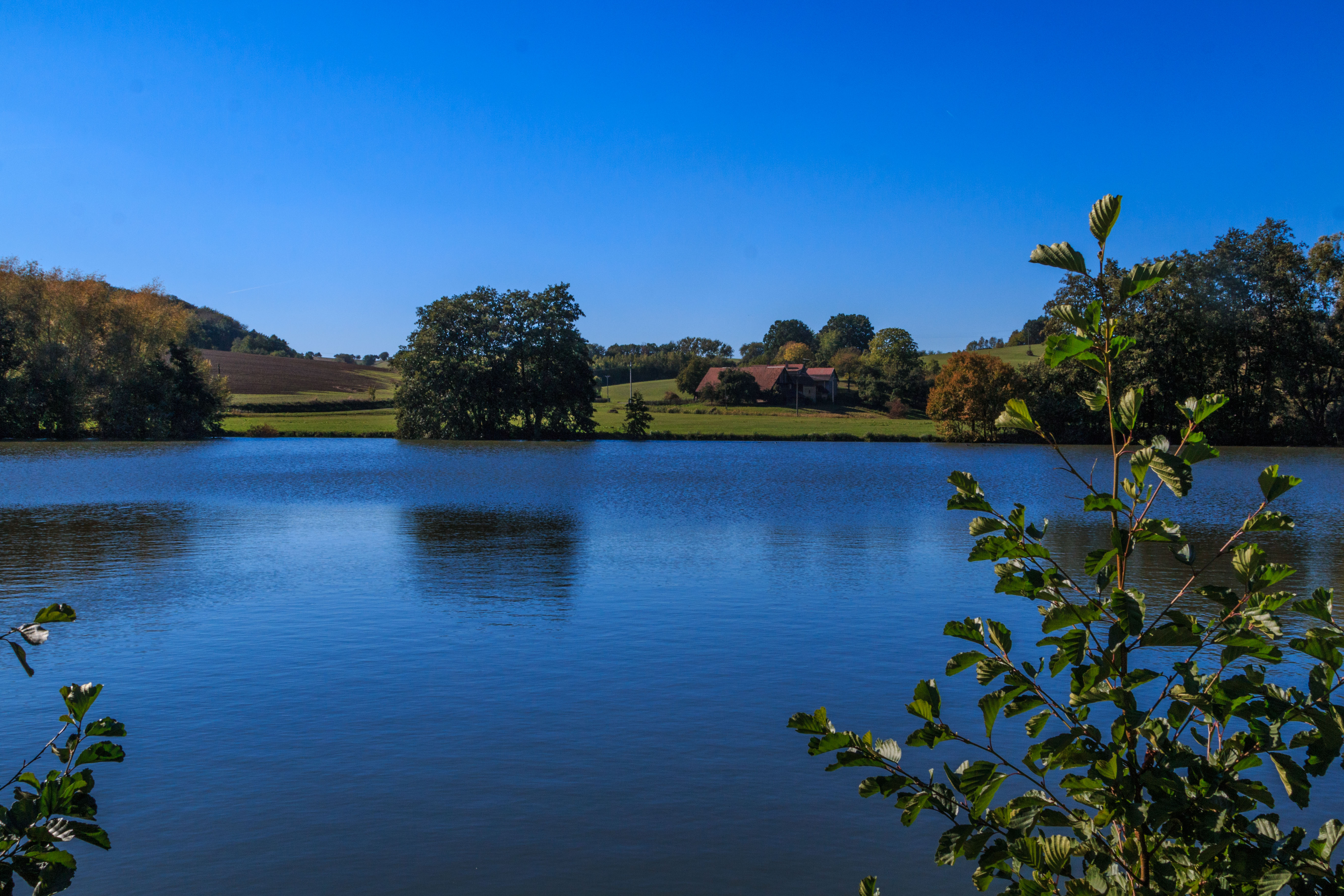
pohled na rybník Komorník u Střehomi